# Harold Lasswell
Harold Dwight Lasswell (13 de febrero de 1902-18 de diciembre de 1978) fue un pionero de la Ciencia política y de las teorías de las comunicaciones. 

## Estudios
Cursó sus estudios en la Universidad de Chicago en la década de 1920, donde fue influenciado por el pragmatismo allí enseñado, entre otros por John Dewey y George Herbert Mead. Sin embargo, fue mucho más influenciado por la filosofía freudiana, que influyó la mayor parte de su análisis de propaganda y comunicación en general.[cita requerida] Teorías sobre la Segunda Guerra
Durante la Segunda Guerra Mundial, Lasswell fue jefe de la División Experimental para el Estudio de Comunicaciones de Tiempo de guerra en la Biblioteca de Congreso. Siempre progresista, en el final de su vida, Lasswell escribió sobre las consecuencias políticas de colonización de otros países.
La influencia de la comunicación masiva en procesos de estabilización o de cambios culturales o sociales ha movido a diversos sociólogos durante los inicios del siglo XX.
Su fórmula —que es conocida como «el paradigma de Lasswell»— dada a conocer en el año 1948: «¿Quién dice qué, a quién, por qué canal y con qué efecto?», sigue vigente en la actualidad en donde el Internet y los cibermensajes empiezan a dominar en el proceso comunicativo. 
Harold D. Lasswell, experto en política que ha pasado por las teorías de la comunicación como el primer gran ensayista en comunicación, con el libro Técnicas de propaganda en la Guerra Mundial (1927) inicia la investigación con el análisis de las interrelaciones entre audiencias y efectos desde una marcada posición funcionalista. 
El funcionalismo intenta producir un sistema de conocimiento objetivo que sea capaz de formular condiciones de equilibrio y autorregulación social (homeostasis). Así, las premisas desde las que partirá el funcionalismo son el autoequilibrio en la vida social —la realidad social puede generar las pautas de su propia estabilidad—, la naturalización del sistema institucional —se cree que el funcionamiento propio de una sociedad democrática y su equilibrio se sostiene confiando en las instituciones— y la reificación de lo existente como ya dado objetivamente. En las tres premisas siempre hay una parte de la realidad social que queda fuera de campo, ya que el funcionalismo tiende a instrumentalizar a la sociedad. De este modo, el carácter social del sistema institucional queda diluido con su naturalización y los elementos intersubjetivos que tienen que ver con los conflictos sociales también quedan desplazados con la reificación de lo existente como dado objetivamente.

## Principales obras
- Propaganda Technique in the World War (1927 - reeditada con introducción nueva en 1971)
- World Politics and Personal Insecurity (1935 - reeditada con introducción nueva en 1965)
- Politics: Who Gets What, When, How (1936)
- The Garrison State (1941)
- Power and Personality (1948)